# Aeródromo de Casas de los Pinos
El Aeródromo de Casas de los Pinos, (OACI: LEPI) es un aeródromo privado español situado en el municipio de Casas de los Pinos (provincia de Cuenca). El aeródromo es gestionado por la sociedad AEROBALAS, D. José Balas.
El aeródromo dispone de una pista de aterrizaje de asfalto.